# Turó de Mas de Ràfols
El Turó de Mas de Ràfols és una muntanya de 432 metres que es troba al municipi de Valls, a la comarca catalana de l'Alt Camp.